# Pattinaggio di figura agli VIII Giochi asiatici invernali - Singolo femminile
La gara del singolo femminile si è svolta il dal 23 al 25 febbraio 2017 al Makomanai Ice Arena di Sapporo in Giappone.

## Risultati
| Rank | Atleta                | SP    | FS     | Totale |
| ---- | --------------------- | ----- | ------ | ------ |
| 1    | Choi Da-bin           | 61.30 | 126.24 | 187.54 |
| 2    | Li Zijun              | 58.65 | 116.95 | 175.60 |
| 3    | Elizabet Tursynbayeva | 53.16 | 121.88 | 175.04 |
| 4    | Rika Hongo            | 60.98 | 100.39 | 161.37 |
| 5    | Kailani Craine        | 55.02 | 99.39  | 154.41 |
| 6    | Yu Shuran             | 50.99 | 95.71  | 146.70 |
| 7    | Zhao Ziquan           | 58.90 | 79.67  | 138.57 |
| 8    | Aiza Mambekova        | 49.99 | 82.65  | 132.64 |
| 9    | Amy Lin               | 47.15 | 83.88  | 131.03 |
| 10   | Maisy Ma              | 47.81 | 79.58  | 127.39 |
| 11   | Chloe Ing             | 44.64 | 82.71  | 127.35 |
| 12   | Joanna So             | 41.65 | 68.72  | 110.37 |
| 13   | Kim Na-hyun           | 40.80 | 67.97  | 108.77 |
| 14   | Promsan Rattanadilok  | 25.71 | 62.84  | 88.55  |
| 15   | Samantha Cabiles      | 28.54 | 55.11  | 83.65  |
| 16   | Aina Sorfina Aminudin | 25.16 | 57.19  | 82.35  |
| 17   | Thita Lamsam          | 26.89 | 53.12  | 80.01  |
| 18   | Zahra Lari            | 23.31 | 53.37  | 76.68  |
| 19   | Shayanne Casapao      | 24.33 | 46.66  | 70.99  |
| 20   | Tasya Putri           | 22.21 | 48.01  | 70.22  |
| 21   | Aleksandra Nesterova  | 21.69 | 48.46  | 70.15  |
| 22   | Aneeta Lingam         | 18.67 | 44.15  | 62.82  |
| 23   | Laura Ismagulova      | 18.53 | 42.44  | 60.97  |
| 24   | Nurul Ayinie Sulaeman | 16.81 | 30.88  | 47.69  |